# Lamssid
Lamssid ou Lemseid (arabe : لمسيد) est une oasis située dans le Sud marocain.

## Géographie
Lamssid est située près de Laâyoune, dans le Sahara occidental.

## Climat
Lamssid possède un climat désertique chaud (classification de Köppen BWh). La température moyenne annuelle est de 20,8 °C. La moyenne des précipitations annuelles est de 37 mm.